# Wirginia
Wirginia (ang. Virginia), wymowa polska: [virginia] – stan w Stanach Zjednoczonych na wybrzeżu Oceanu Atlantyckiego. Prawie dwie trzecie Wirginii jest zalesione, a branże związane z lasami zapewniają 17 mld dolarów rocznego przychodu dla gospodarki Wirginii (2% PKB), oraz ponad 100 tys. miejsc pracy.
Największy obszar metropolitalny Virginia Beach–Norfolk–Newport News położony jest nad wybrzeżem, wykracza poza granice stanu i obejmuje 1,8 mln mieszkańców.
Z Wirginii pochodziło czterech spośród pierwszych pięciu prezydentów USA: George Washington, Thomas Jefferson, James Madison i James Monroe. Określa się ich mianem dynastii wirginijskiej.
Symbolami Wirginii są ptak kardynał i kwiat derenia.

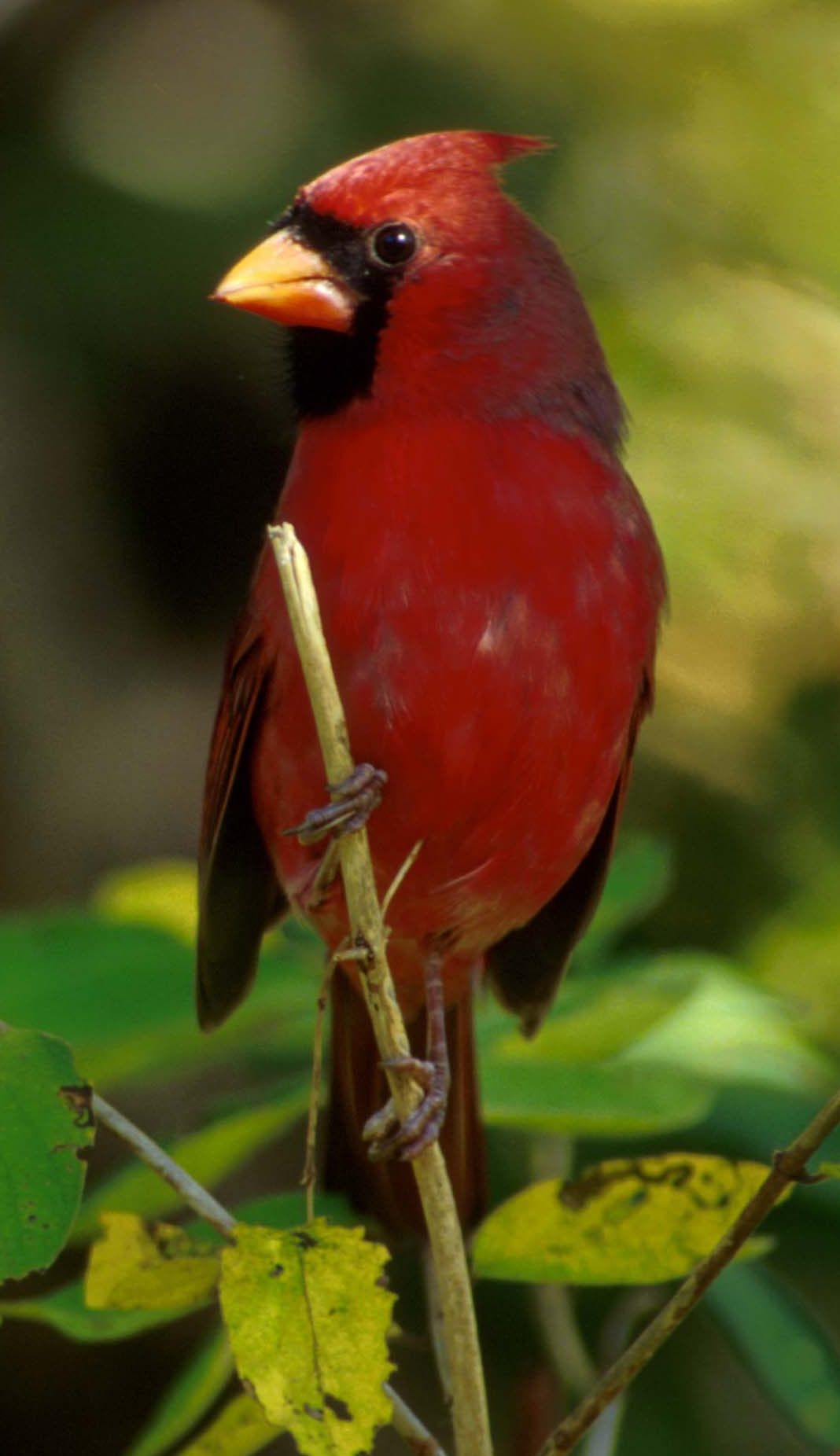
Kardynał szkarłatny, symbol Wirginii

## Historia
- 1606 – wydanie Pierwszej karty Wirginii.
- 1607 – przywiezienie przez statki londyńskiej Kompanii Wirginii (nazwa pochodziła od przydomka królowej Anglii Elżbiety I Tudor) na wyspę u ujścia rzeki James do zatoki Chesapeake grupy osadników i założenie Jamestown, pierwszej osady angielskiej w Nowym Świecie w nowej kolonii Wirginii.
- 1608 – sprowadzenie do osady grupy polskich rzemieślników.
- 1619 – sprowadzenie pierwszych niewolników z Afryki; strajk polskich rzemieślników.
- 1781 – oblężenie Yorktown podczas wojny o niepodległość Stanów Zjednoczonych.
- 25 czerwca 1788 – ratyfikacja amerykańskiej konstytucji.
- 1861 – przystąpienie do konfederacji stanów południowych. Richmond staje się stolicą konfederacji; hrabstwa zajęte przez wojska Unii oddzieliły się i przystąpiły w 1863 do Unii jako nowy stan Wirginia Zachodnia. Do 1865 obszar stanu był terenem walk wojny secesyjnej, nakierowanych na zdobycie Richmond.
- 1870 – Wirginia ponownie oficjalnie przystąpiła do Unii.

## Geografia
Wirginia znajduje się w środkowej części wschodniego wybrzeża USA. Na północy graniczy z Wirginią Zachodnią i Marylandem oraz z Dystryktem Kolumbii, na zachodzie z Kentucky, a na południu z Tennessee i Karoliną Północną. Granicę wschodnią wyznaczają Ocean Atlantycki oraz zatoka Chesapeake. Administracyjnie stan podzielony jest na 95 hrabstw oraz 39 miast niezależnych, niewchodzących w skład żadnego z hrabstw.
We wschodniej części stanu występują tereny nizinne, a w zachodniej wyżynne i górzyste (Appalachy). Najwyższy szczyt, Mount Rogers, wznosi się 1746 m n.p.m. Klimat jest podzwrotnikowy morski.

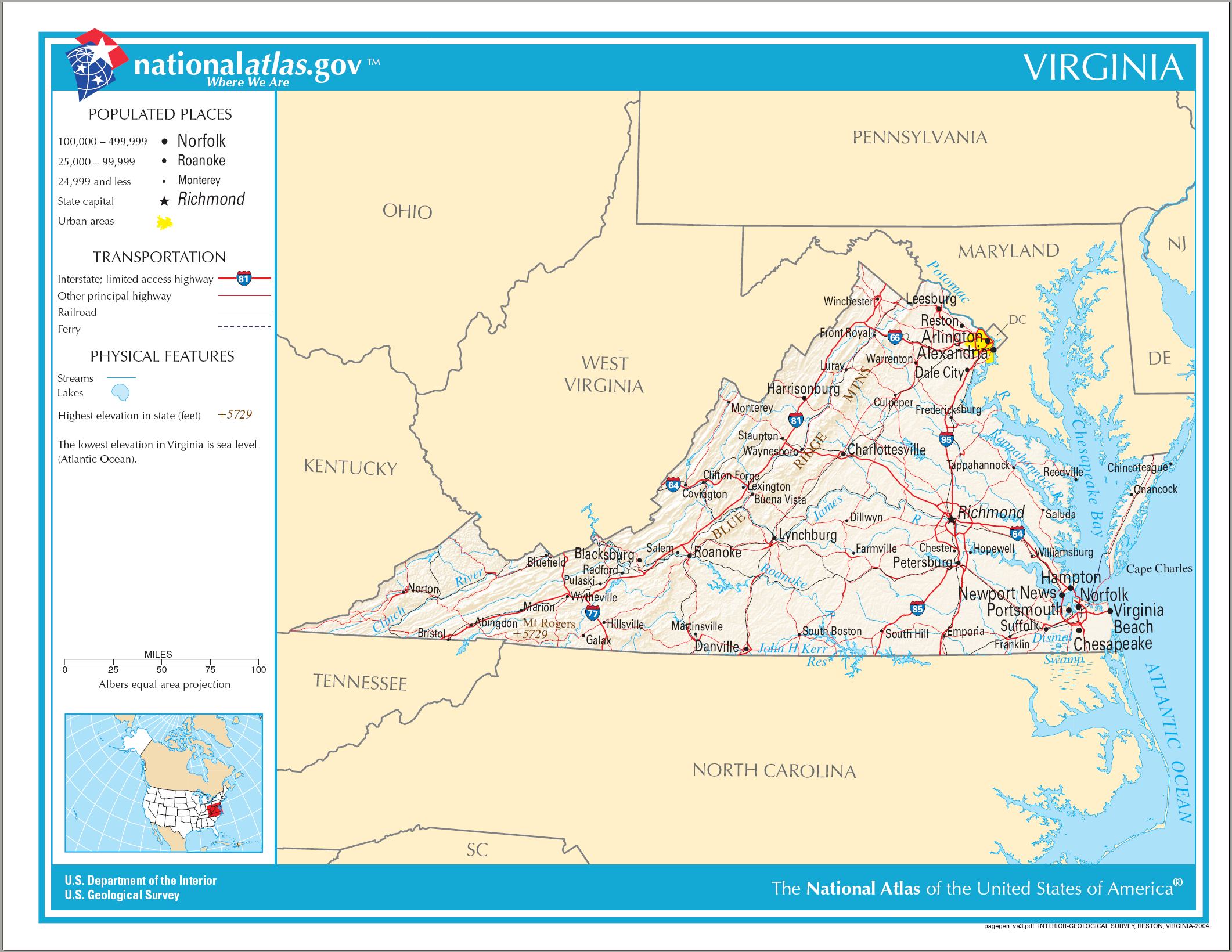
Mapa stanu
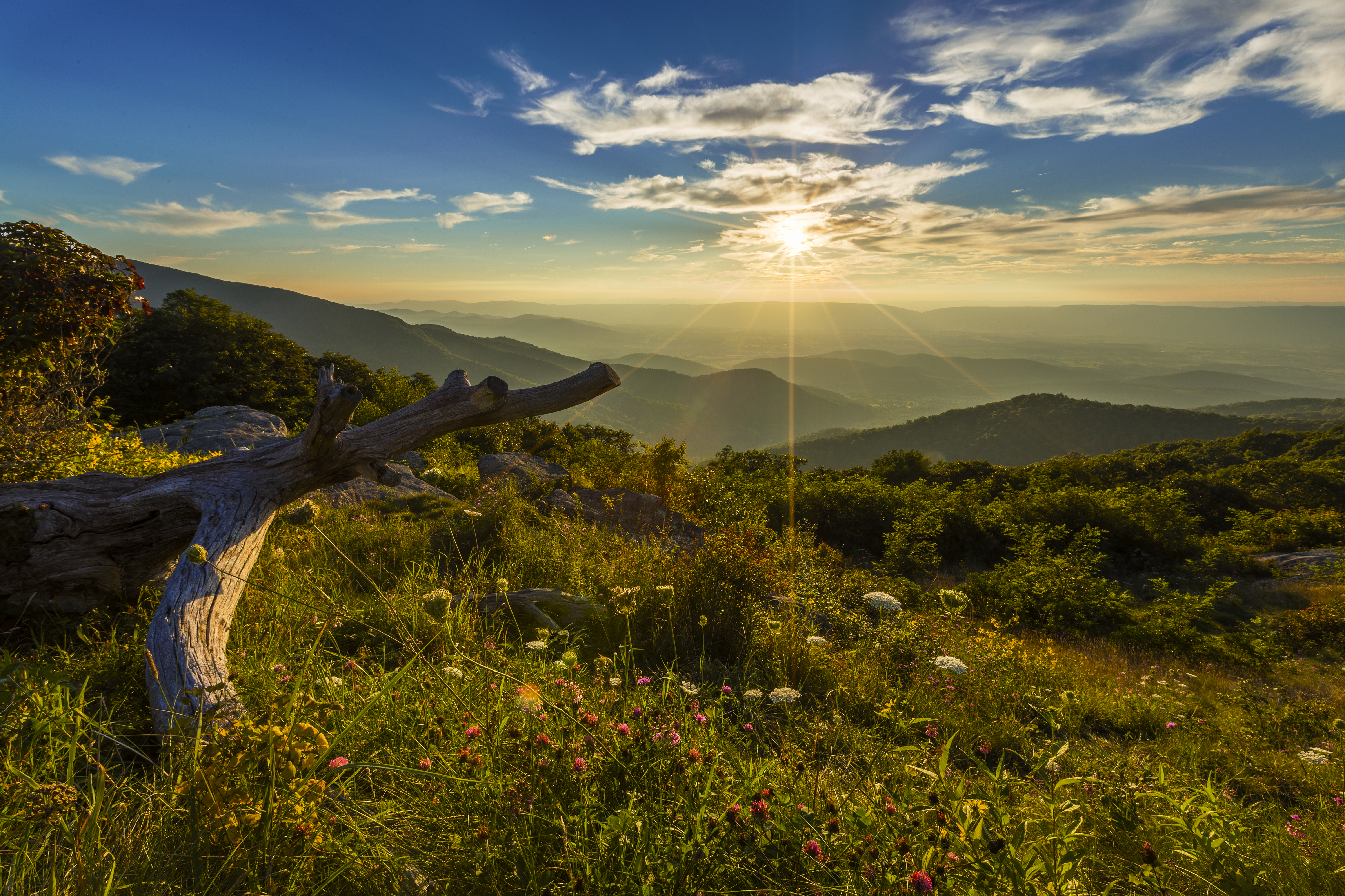
Park Narodowy Shenandoah

### Miasta
Na terenie stanu Wirginia znajduje się 228 miast (city lub town), w tym 7 o liczbie ludności przekraczającej 100 000, 39 powyżej 10 000 mieszkańców, a 139 powyżej 1000 mieszkańców (2022 rok).
Lista miast zamieszkanych przez 2500 lub więcej osób (2022 r.):

- Virginia Beach (455 618)
- Chesapeake (252 488)
- Norfolk (232 995)
- Richmond (229 395)
- Newport News (184 306)
- Alexandria (155 525)
- Hampton (138 037)
- Suffolk (98 537)
- Roanoke (97 847)
- Portsmouth (97 029)
- Lynchburg (79 287)
- Harrisonburg (51 158)
- Leesburg (48 974)
- Blacksburg (45 610)
- Charlottesville (45 373)
- Manassas (42 642)
- Danville (42 229)
- Petersburg (33 394)
- Fredericksburg (28 757)
- Winchester (27 936)
- Staunton (25 904)
- Salem (25 523)
- Fairfax (24 835)
- Herndon (24 167)
- Hopewell (22 962)
- Waynesboro (22 808)
- Christiansburg (22 562)
- Culpeper (20 764)
- Colonial Heights (18 294)
- Bristol (16 975)
- Radford (16 738)
- Manassas Park (16 703)
- Vienna (16 276)
- Williamsburg (15 909)
- Front Royal (15 263)
- Falls Church (14 586)
- Martinsville (13 725)
- Poquoson (12 582)
- Warrenton (10 197)
- Purcellville (8974)
- Pulaski (8904)
- Smithfield (8867)
- Abingdon (8336)
- Franklin (8247)
- Wytheville (8177)
- Vinton (8043)
- South Boston (7863)
- Ashland (7750)
- Farmville (7473)
- Lexington (7457)
- Strasburg (7219)
- Bedford (6735)
- Galax (6730)
- Bridgewater (6694)
- Buena Vista (6591)
- Woodstock (5907)
- Dumfries (5755)
- Covington (5679)
- Marion (5666)
- Emporia (5481)
- Richlands (5189)
- Big Stone Gap (5153)
- Orange (5088)
- Bluefield (5001)
- Rocky Mount (4936)
- Luray (4833)
- South Hill (4752)
- Berryville (4723)
- Tazewell (4416)
- Broadway (4255)
- Colonial Beach (3944)
- Norton (3609)
- Clifton Forge (3447)
- West Point (3436)
- Blackstone (3332)
- Altavista (3329)
- Chincoteague (3281)
- Lebanon (3107)
- Timberville (3021)
- Elkton (2996)
- Grottoes (2953)
- Wise (2914)
- Hillsville (2860)
- Windsor (2860)
- Pearisburg (2832)
- Lovettsville (2723)
- Dublin (2671)

## Demografia

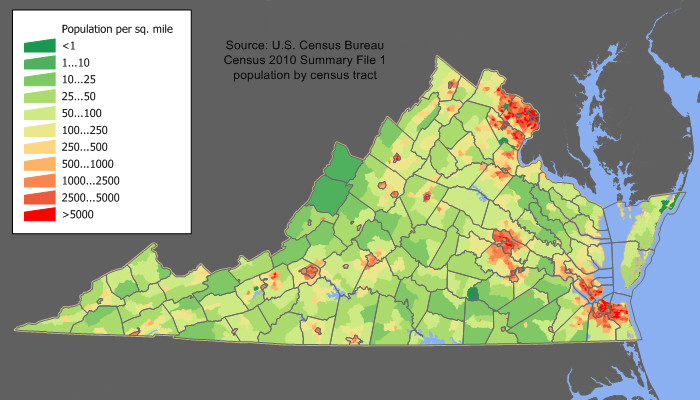
Gęstość zaludnienia w 2010 roku

Na podstawie spisu ludności z roku 2020 stwierdzono, że stan Wirginia liczył 8 631 393 mieszkańców, co oznaczało wzrost o 630 369 (7,9%) w porównaniu z poprzednim spisem z roku 2010. Dzieci poniżej piątego roku życia stanowiły 5,9% populacji, 21,8% mieszkańców nie ukończyło jeszcze osiemnastego roku życia, a 15,9% to osoby mające 65 i więcej lat. 50,8% ludności stanu stanowiły kobiety.

### Język
W 2010 roku najpowszechniej używanymi językami były:
- język angielski – 85,87%,
- język hiszpański – 6,41%,
- język koreański – 0,77%,
- język wietnamski – 0,63%,
- język tagalog – 0,56%.

### Rasy i pochodzenie
Według danych z 2018 roku 68% mieszkańców stanowiła ludność biała (62,2% nie licząc Latynosów), 19,2% to Afroamerykanie, 6,3% to Azjaci, 3,7% było rasy mieszanej, 0,3% to rdzenna ludność Ameryki i 0,07% to Hawajczycy i mieszkańcy innych wysp Pacyfiku. Latynosi stanowili 9,2% ludności stanu.
Poza grupą afroamerykańską, do największych grup należą osoby pochodzenia niemieckiego (11%), „amerykańskiego” (9,6%), angielskiego (9,5%) i irlandzkiego (9,3%). Do innych większych grup należą osoby pochodzenia włoskiego (331,1 tys.), afrykańskiego (190,5 tys.), francuskiego (181,9 tys.), szkockiego (175,2 tys.), meksykańskiego (173 tys.), salwadorskiego (168,1 tys.), polskiego (156 tys.), hinduskiego (141,7 tys.), szkocko-irlandzkiego (132,6 tys.), portorykańskiego (99,9 tys.), chińskiego (76,7 tys.), holenderskiego (75,1 tys.), arabskiego (74,7 tys.), filipińskiego (73,3 tys.) i koreańskiego (71,7 tys.).

### Religia
Struktura religijna w 2014:
- protestanci – 58%:
  - baptyści – 26%,
  - metodyści – 6%,
  - zielonoświątkowcy – 6%,
  - bezdenominacyjni – 5%,

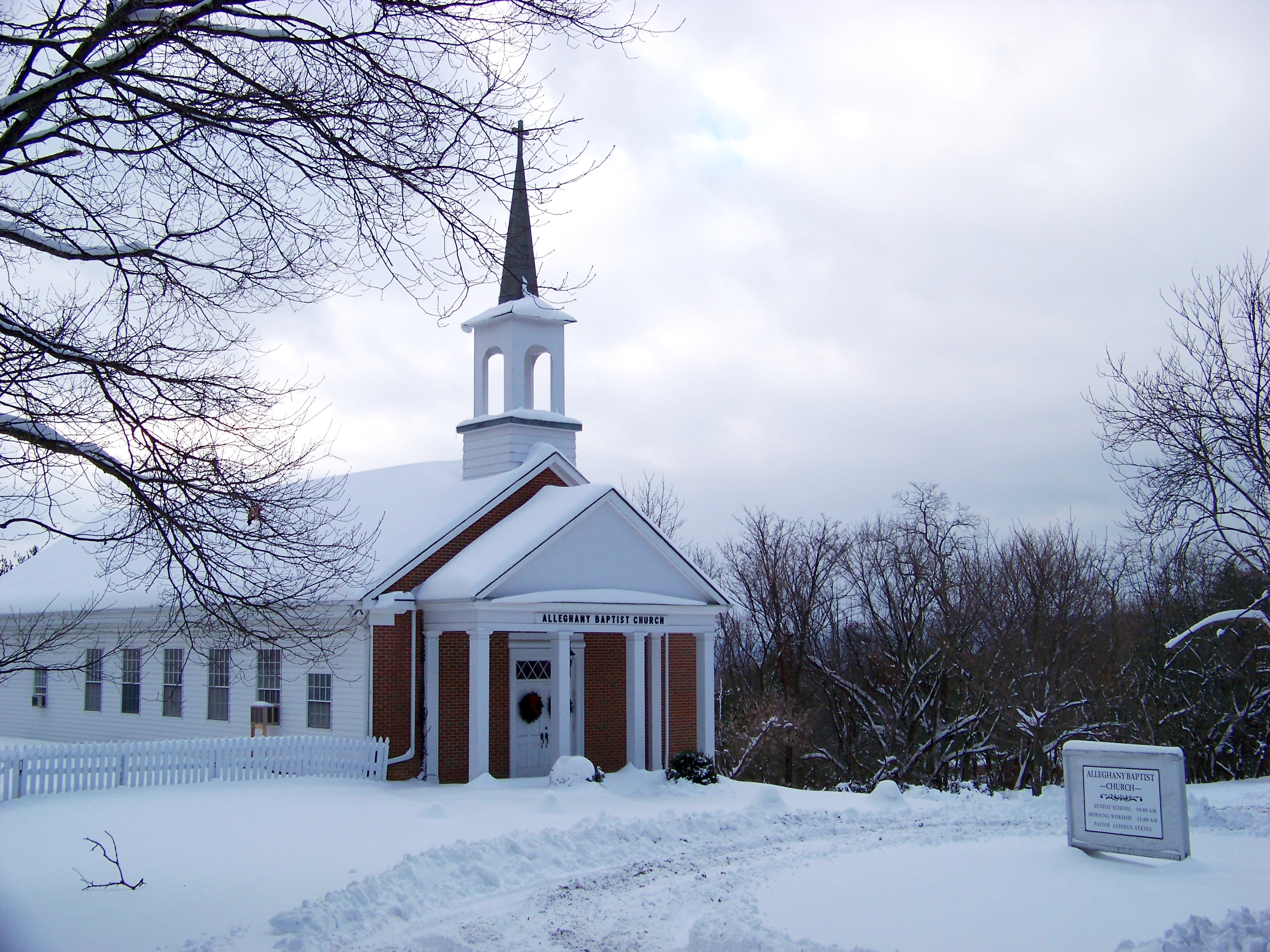
Kościół baptystyczny w Blacksburg

  - pozostali – 15% (głównie: kalwini, anglikanie, campbellici, luteranie, uświęceniowcy, anabaptyści i adwentyści dnia siódmego[12]),
- bez religii – 20% (w tym: 4% agnostycy i 2% ateiści),
- katolicy – 12%,
- pozostałe religie – 10% (w tym: muzułmanie, mormoni, żydzi, buddyści, świadkowie Jehowy, prawosławni, hinduiści, unitarianie uniwersaliści, bahaiści i sikhowie[12]).

## Gospodarka

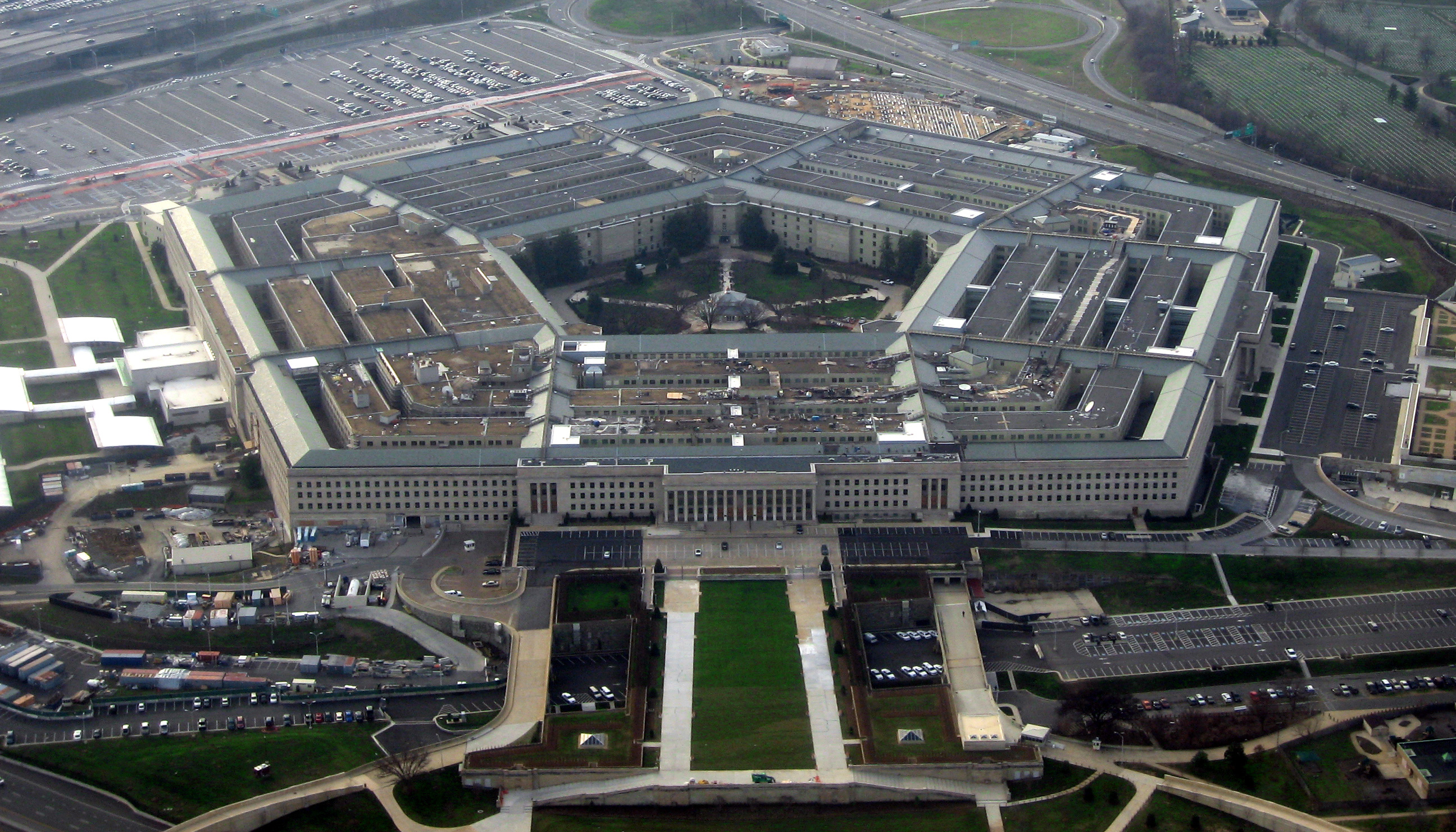
Departament Obrony Stanów Zjednoczonych w Arlington

Sektor usług jest obecnie największym segmentem gospodarki stanu Wirginia. Do głównych pracodawców należą handel detaliczny i hurtowy, usługi zdrowotne i socjalne, oraz sektor publiczny (rząd federalny, stanowy i samorządowy). Znaczącym źródłem zatrudnienia są także usługi profesjonalne, naukowe i techniczne.

### Zasoby i energia
Wirginia ma ponad 50 aktywnych kopalń węgla, a jej porty są wiodącymi eksporterami amerykańskiego węgla. Jednak większość energii elektrycznej w Wirginii wytwarza gaz ziemny, który sprowadzany jest głównie z wybrzeża Zatoki Perskiej i z regionów Appalachów. Znaczącym źródłem energii elektrycznej są także elektrownie jądrowe.
Stan nie posiada znaczących rezerw ropy naftowej. Jedyna rafineria ropy naftowej w Wirginii, zlokalizowana w Yorktown, zawiesiła operacje rafinacji w 2010 roku.

### Transport

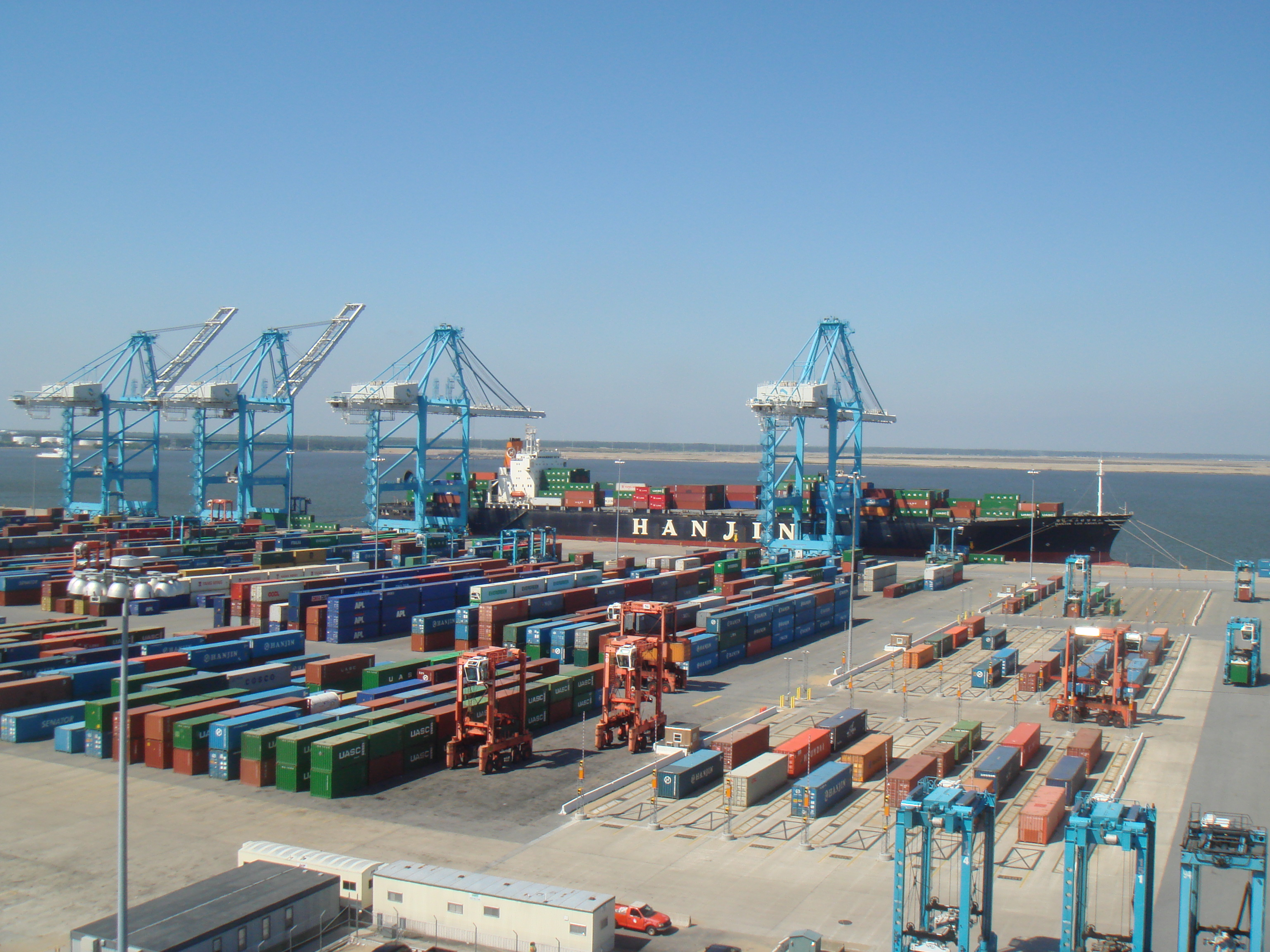
Międzynarodowy terminal w Norfolk

Wirginia ma trzecią co do wielkości sieć transportową w kraju, w tym sześć głównych autostrad międzystanowych. Kilkanaście linii kolejowych liczy razem ponad 5,5 tys. kilometrów. Wirginia ma także kilka lotnisk komercyjnych, w tym dwa w pobliżu Waszyngtonu, które są jednymi z najbardziej ruchliwych w kraju, oraz jeden z największych portów morskich w kraju – Port Virginia.

### Rolnictwo
Rolnictwo stanowi obecnie zaledwie niewielką część bogactwa stanu. Drób, bydło i produkty mleczne są głównymi produktami rolnymi. W XVII wieku osadnicy europejscy nauczyli się od rdzennej ludności uprawy tytoniu. Chociaż obecnie dominują inne produkty, tytoń nadal występuje w południowym regionie Piedmontu. Do innych produktów przynoszących największy zysk należą: soja, kukurydza, siano, jajka i jabłka.

## Uczelnie
- Appalachian School of Law(inne języki)
- Averett College
- Bluefield College(inne języki)
- Bridgewater College(inne języki)
- Christendom College(inne języki)
- Christopher Newport University(inne języki)
- College of Health Sciences
- College of William & Mary
- Eastern Mennonite University(inne języki)
- Eastern Virginia Medical School(inne języki)
- Emory and Henry College(inne języki)
- Ferrum College(inne języki)
- George Mason University(inne języki)
- George Washington University Virginia Campus(inne języki)
- Hampden-Sydney College
- Hampton University(inne języki)
- Hollins University(inne języki)
- Institute of Textile Technology
- James Madison University(inne języki)
- Liberty University
- Longwood University(inne języki)
- Lynchburg College(inne języki)
- Marine Corps University(inne języki)
- Mary Baldwin College(inne języki)
- Marymount University(inne języki)
- Norfolk State University(inne języki)
- Northern Virginia Community College(inne języki)
- Old Dominion University(inne języki)
- Radford University(inne języki)
- Randolph-Macon College(inne języki)
- Randolph-Macon Woman's College
- Regent University(inne języki)
- Roanoke College(inne języki)
- Saint Paul’s College(inne języki)
- Shenandoah University(inne języki)
- Southern Virginia College(inne języki)
- Sweet Briar College(inne języki)
- University of Mary Washington(inne języki)
- University of Richmond(inne języki)
- University of Virginia's College at Wise(inne języki)
- Uniwersytet Wirginii
- Uniwersytet Wspólnoty Wirginii
- Virginia Intermont College(inne języki)
- Virginia Military Institute
- Virginia Polytechnic Institute and State University
- Virginia State University(inne języki)
- Virginia Union University(inne języki)
- Virginia Wesleyan College(inne języki)
- Washington and Lee University